# Kloster Le Valasse
Das Kloster Le Valasse (Notre-Dame du Valasse, lat. Valassia) ist eine ehemalige Zisterzienserabtei in der Gemeinde Gruchet-le-Valasse im Département Seine-Maritime, Region Normandie, in Frankreich, rund vier Kilometer südlich von Bolbec in Richtung Lillebonne.

## Geschichte
Das Kloster wurde im Jahr 1157 von der Kaiserin Mathilde von England und Graf Waleran von Meulan, dessen Vater Gouverneur von England gewesen war, gestiftet und mit Mönchen aus Kloster Mortemer besetzt. Damit gehörte es der Filiation der Primarabtei Clairvaux an. Der Bau des Klosters war 1218 vollendet. Die Abtei besaß ein Stadthaus in Rouen, zwei Hauptgrangien in Petit-Beauvais und Fongueusemare und Schifffahrtsrechte auf der Seine. Während des Hundertjährigen Kriegs und nochmals 1562 während der Hugenottenkriege wurde das Kloster zerstört. Während der Französischen Revolution wurde es 1791 aufgelöst.

## Bauten und Anlage

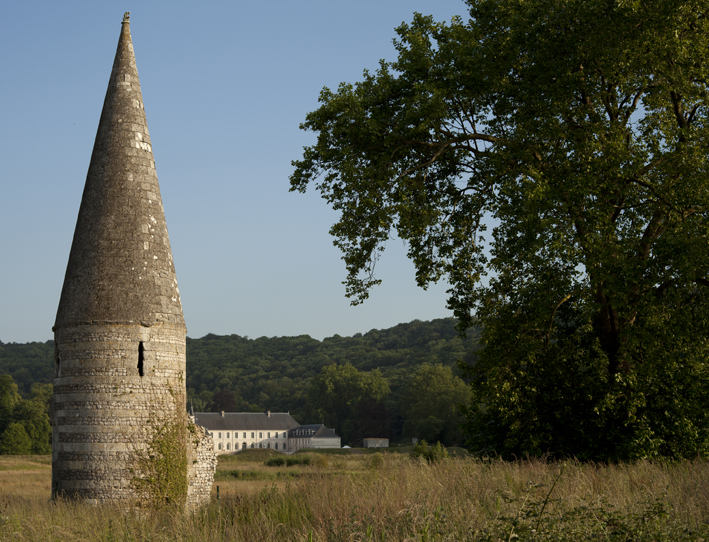

Aus dem 12. Jahrhundert sind im Ostflügel der Klausur der romanische Kapitelsaal, im Westen Teile des Konversentrakts enthalten, während der Nordflügel im 16. Jahrhundert unter Abt Pierre Boutren, dem letzten Regularabt, bevor das Kloster in Kommende fiel, errichtet wurde. Die gleichzeitig auf den Fundamenten der romanischen Vorgängerkirche errichtete spätgotische Kirche wurde bis 1810 vollständig abgebrochen. In der Mitte des 18. Jahrhunderts wurde das Kloster weitgehend neu erbaut. Das dreizehnachsige Hauptgebäude mit einem Mittelrisalit mit wappengeschmücktem Dreiecksgiebel wird von zwei niedrigeren Seitenflügeln flankiert. Seit 1943 ist die Abtei im Ergänzungsverzeichnis als Monument historique eingetragen. Seit 1985 wird sie kulturell genutzt. 2008 wurde zusätzlich ein Freizeitpark eingerichtet.